# Biemna fistulosa
Biemna fistulosa är en svampdjursart som först beskrevs av Topsent 1897.  Biemna fistulosa ingår i släktet Biemna och familjen Desmacellidae. Inga underarter finns listade i Catalogue of Life.